# Slash (fictie)

Het symbool Slash staat tussen de twee namen van een romantisch paar, en is de oorsprong van de naam.

Slash is een soort fanfictie waarin het belangrijkste plotelement is dat een of meer personages die bekend zijn uit de media homoseksuele relaties met elkaar aangaan. De homoseks bevat expliciete details, en wordt doorgaans behandeld op een wijze die naar presentatie en inhoud los staat van de algemeen gangbare verhaalelementen. Daarmee wordt een extra fantasie-element ingevoerd in de verhalen.
De naam komt van het symbool slash dat gebruikt wordt in de aanduiding van het belangrijkste paar, in tegenstelling tot de ampersand, die normaal gesproken gebruikt wordt voor "vriendschaps"-fictie.
Slashfictie volgt de populaire media op de voet; en er verschijnen steeds nieuwe verhalen. 

## Geschiedenis
Slashfictie zou zijn ontstaan bij fans van de originele Startrekserie. Zij begonnen eind jaren 70 van de vorige eeuw Kirk/Spockverhalen te schrijven. Het bestaan van moderne fanfictie als geheel zou te danken zijn aan de populariteit van Star Trek. 
Ook de spin-offs van Star Trek werden onderwerp van Slashfictie, evenals andere tv-shows, films en boeken.